# Ašur-nasir-pal
Ašur-nasir-pal, nazvan po bogu Ašuru, bio je asirski princ, sin kralja Tukulti-Ninurte I. Imao je dvojicu braće: Ašur-nadin-aplija (koji je postao kralj) i Enlil-kuduri-usura. 
Bio je otac kralja Ašur-nirarija III., premda sam nikad nije vladao.